# Brooklyn-klass
Brooklyn-klass var en fartygsklass om sju lätta kryssare som tjänstgjorde i den amerikanska flottan under andra världskriget. Dessa var bestyckade med fem (tre föröver, två akterut) trippelkanontorn med 6-tumskanoner. De och deras närbesläktade systerfartyg i St. Louis-klassen bar fler svårkalibriga pjäser än någon annan amerikansk kryssare. Brooklyn-klassens fartyg togs i tjänst under 1937 och 1938 i tiden mellan början av kriget i Asien och före krigsutbrottet i Europa. De genomförde en omfattande tjänstgöring i Stilla havet och Atlanten under andra världskriget. Även om vissa skadades svårt överlevde alla kriget. Alla utrangerades strax efter krigsslutet och fem överfördes år 1951 till sydamerikanska flottor, där de tjänstgjorde i många år. En av dessa, General Belgrano, tidigare USS Phoenix (CL-46), sänktes under Falklandskriget på 1980-talet.
Brooklyn-klassens fartyg hade ett starkt inflytande på den amerikanska utformningen av kryssare. Nästan alla efterföljande amerikanska kryssare, tunga och lätta, var direkt eller indirekt baserade på dem.

## Fartyg i klassen
- USS Brooklyn (CL-40)
- USS Philadelphia (CL-41)
- USS Savannah (CL-42)
- USS Nashville (CL-43)
- USS Phoenix (CL-46)
- USS Boise (CL-47)
- USS Honolulu (CL-48)